# Las Rozas de Valdearroyo
Las Rozas de Valdearroyo è un comune spagnolo di 264 abitanti situato nella comunità autonoma della Cantabria, comarca di Campoo, ai confini con la provincia di Burgos. 
È composto da 8 piccoli nuclei abitati: La Aguilera, Arroyo, Bimon, Bustasur, Las Rozas, Llano, Renedo e Villanueva. Il capoluogo è Las Rozas che conta solo 33 abitanti, è all'altitudine di 844 metri sul livello del mare e dista 84 km dalla capitale della provincia Santander.

## Società

### Evoluzione demografica
Nel corso del XX secolo il comune ha registrato un andamento demografico negativo con riduzione del numero degli abitanti passato dai 2000 del 1900 agli attuali meno di 300, con una punta minima di 255 nel decennio degli anni '60 e con un basso indice di natalità ed alto di mortalità. L'età media è di 49 anni, indice certo di una popolazione adulta-vecchia. La ripartizione della popolazione attiva in base al settore di attività vede il settore primario (agricoltura e allevamento del bestiame) col 13,5% rispetto al totale, l'edilizia col 22,9%, l'industria col 20,8% e il settore dei servizi con il 42,7%. Va osservato che molti lavoratori censiti come attivi nel settore dell'industria sono residenti nel comune di Las Rozas ma operano nelle aziende del vicino comune di Reinosa. Il tasso di attività è il 47,7% della popolazione inferiore al valore medio della Cantabria che risulta il 52,5% e quello di non occupazione 23,6% superiore al valore medio della regione che è l'14,2%.

## Storia
Nel territorio comunale non esistono giacimenti archeologici dai quali si possa dedurre l'epoca in cui vi fu per la prima volta la presenza di uomini nel territorio. Soltanto dalla vicinanza della città romana di Iuliobriga e dall'esistenza di resti, peraltro sommersi dal bacino artificiale dell'Ebro, della importante strada romana che congiungeva la Meseta al litorale cantabrico, si può dedurre la presenza dei Romani nella zona. La necropoli altomedievale di Arroyo attesta la presenza in quell'epoca di monasteri e chiese. Come avvenne per tanti paesi della Cantabria, anche per Las Rozas il primo nucleo abitato si formò attorno
alla chiesa romanica di San Julian datata al 1112. Nel XV secolo Las Rozas appartenne alla Hermandad de Campoo de Yusoe i suoi rappresentanti presero parte alle Juntas della Merindad de Campoo. La popolazione di Las Rozas poteva eleggere il suo signore e il primo fu Juan Rodriguez de Villegas ma il re aveva il governo del municipio che era terra di realengo cioè direttamente governato dal re tramite un governatore detto corregidor che era a capo di uno o più municipi i consigli comunali dei quali godevano soltanto del potere amministrativo. Alla fine del XVIII secolo si scoprirono giacimenti di lignite che risultarono sfruttabili con profitto solo se il materiale estratto fosse utilizzato in loco. Si costruì allora a Bustasur un forno che produceva ferro dolce e fu attiva fino agli anni '40 del secolo XIX. Nel 1822 Las Rozas fu assegnato alla provincia di Santander, nel 1835 si formò un comune con le località della Hermandad de Campoo dal quale fu esclusa Las Rozas, che fu comune autonomo costituzionale nel 1890 col nome di Las Rozas de Valdearroyo. Nel 1844 si installò nella località di nome La Luisiana, alla confluenza del fiume Virga con l'Ebro, una vetreria che utilizzò materie prime del luogo: sabbia, calcare e lignite e operò fino al 1860 quando l'impresa aprì anche altre fabbriche in paesi vicini sicché la zona divenne un distretto di produzione del vetro per l'intera Spagna. A Las Rozas l'impresa costruì 39 abitazioni per i suoi lavoratori e le loro famiglie.
Difficoltà di mercato e di alti costi crearono dei problemi a questa industria a partire dal 1891, ma soprattutto agli inizi del XX secolo si manifestò la possibilità che il territorio in cui operava l'azienda fosse interessato alla costituzione del bacino artificiale dell'Ebro di cui si cominciò a discutere proprio a partire dal 1910. Questo complesso di motivi comportò la chiusura della vetreria nel 1913.
Sulla opportunità di costruire uno sbarramento all'Ebro e al suo affluente Virga per creare un vasto bacino che nel tempo regolasse il corso delle acque dell'Ebro e potesse fornire acqua anche potabile ad una vasta zona, si discusse a lungo in Spagna, si fecero studi e si presentarono progetti nell'arco di tempo dal 1910 al 1930 finché fu deliberato di adottare il progetto dell'ingegnere Manuel Lorenzo Pardo (1881-1953) e si cominciarono i lavori preliminari, le espropriazioni dei terreni, la costruzione dello sbarramento in prossimità della località di Arroyo e nel 1948 cominciarono ad innalzarsi le acque che inondarono la parte piana delle Valli dell'Ebro e del Verga. Il bacino artificiale detto Pantano del Ebro fu infine inaugurato solennemente da Francisco Franco nel 1952.
Si tratta di un'opera grandiosa lunga 22 km che comportò l'esproprio di 62000 ettari di terreni coltivati e la sommersione di 400 case d'abitazione. La diga è alta 30 metri e lunga 250, la capacità del bacino è di 540 milioni di metri cubi. La presenza di questo grande invaso che interessa territori sia della provincia di Cantabria che di quella di Burgos ha avuto conseguenze sul microclima locale e sull'ambiente, sicché sia l'una che l'altra provincia hanno decretato la zona che contorna il Pantano Espacio Natural Protegido. Circa un terzo del territorio municipale di Las Rozas è sommerso dal bacino.

## Monumenti e luoghi d'interesse
- La Lastra, penisola al centro del Pantano del Ebro dove c'è il Centro de interpretacion per far conoscere ai visitatori dell'embalse (bacino artificiale) le caratteristiche dell'ambiente dei quattro ecosistemi che attorniano l'Ebro.
- Calzada romana, resti della strada romana che passava nella valle dell'Ebro che sono stati sommersi dal Pantano del Ebro e sono visibili solo nei periodi in cui il livello delle acque si abbassa.
- Iglesia de santa Maria, chiesa romanica di Arroyo del XII secolo.
- Iglesia de San Julian , a Bustasur, del 1112.
- Iglesia Parroquial di Llano del XVI secolo.
- Ermita del Avellanar del XVII secolo.

## Feste
Nella provincia di Cantabria e in particolare nella zona di Renosa si è conservata la tradizione di Las marzas da parte di gruppi di giovani vestiti in costumi tradizionali che girando per le strade dei paesi annunciano l'avvento della primavera suonando e cantando stornelli.
Come in tutte le altre località spagnole si celebrano le feste per la Settimana Santa, per la Natalità di Gesù e l'arrivo dei Re Magi per i bambini e per il carnevale. Festa insieme sacra e profana secondo la tradizione spagnola è per San Miguel de Meruelo che si svolge il 24 agosto in Bimon.